# Ísafjörður
Ísafjörður je rybářské město, nacházejícím se na severozápadním pobřeží Islandu. Leží na malé ploché písčině (islandsky: Eyri) ve fjordu Skutulsfjörður, který se na konci setká s velkým fjordem Isafjarðardjúp. Název znamená v překladu "ledový fjord".
Podle knihy Landnámabók, která popisuje osidlování Islandu, byl fjord, ve kterém se nyní město nachází, poprvé obydlen norským Vikingem Helgi Magri Hrólfssonem v 9. století. Městský status získal v roce 1786.

## Geografie

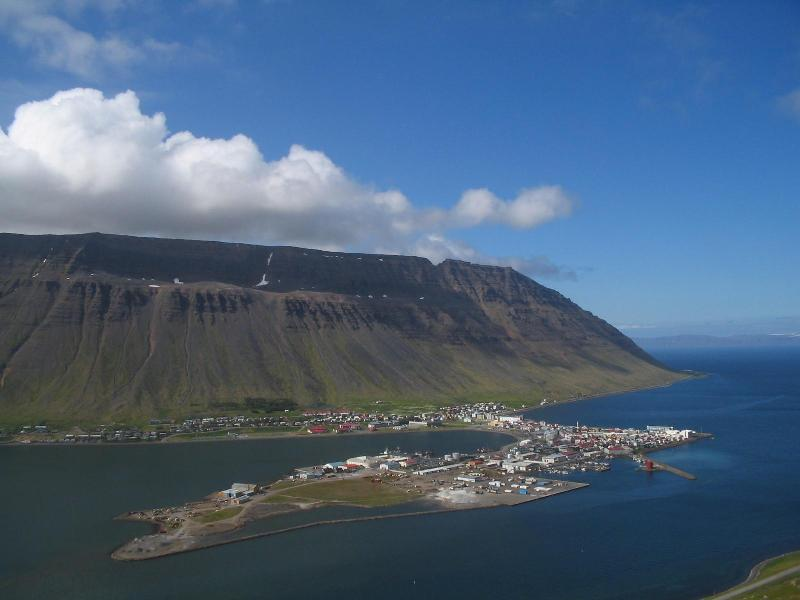
Ísafjörður

Město leží na severozápadě Islandu v regionu Vestfirðir ("západní fjordy") v obci Ísafjarðarbær, která je odvozena od názvu města. Se svými 2 742 obyvateli v roce 2006 je největším městem regionu i obce. Nachází se 220 km severně od Reykjavíku a 235 km západně od Akureyri. Je obklopen horami Eyrarfjall (731 m) a Kirkjubólsfjall (832 m).
Podnebí v Ísafjörðuru je chladnější od zbytku Islandu, přesto průměrná zimní denní teplota neklesne pod nulu. Průměrné zimní teploty jsou od −2 °C v noci do 0 °C přes den, letní od 10 °C v noci do 13 °C přes den. Průměrný roční úhrn srážek je 1028 mm, z toho nejméně srážek spadne v květnu, nejvíce v říjnu. Relativní vlhkost vzduchu se celoročně pohybuje mezi 76 až 81 %.

## Doprava

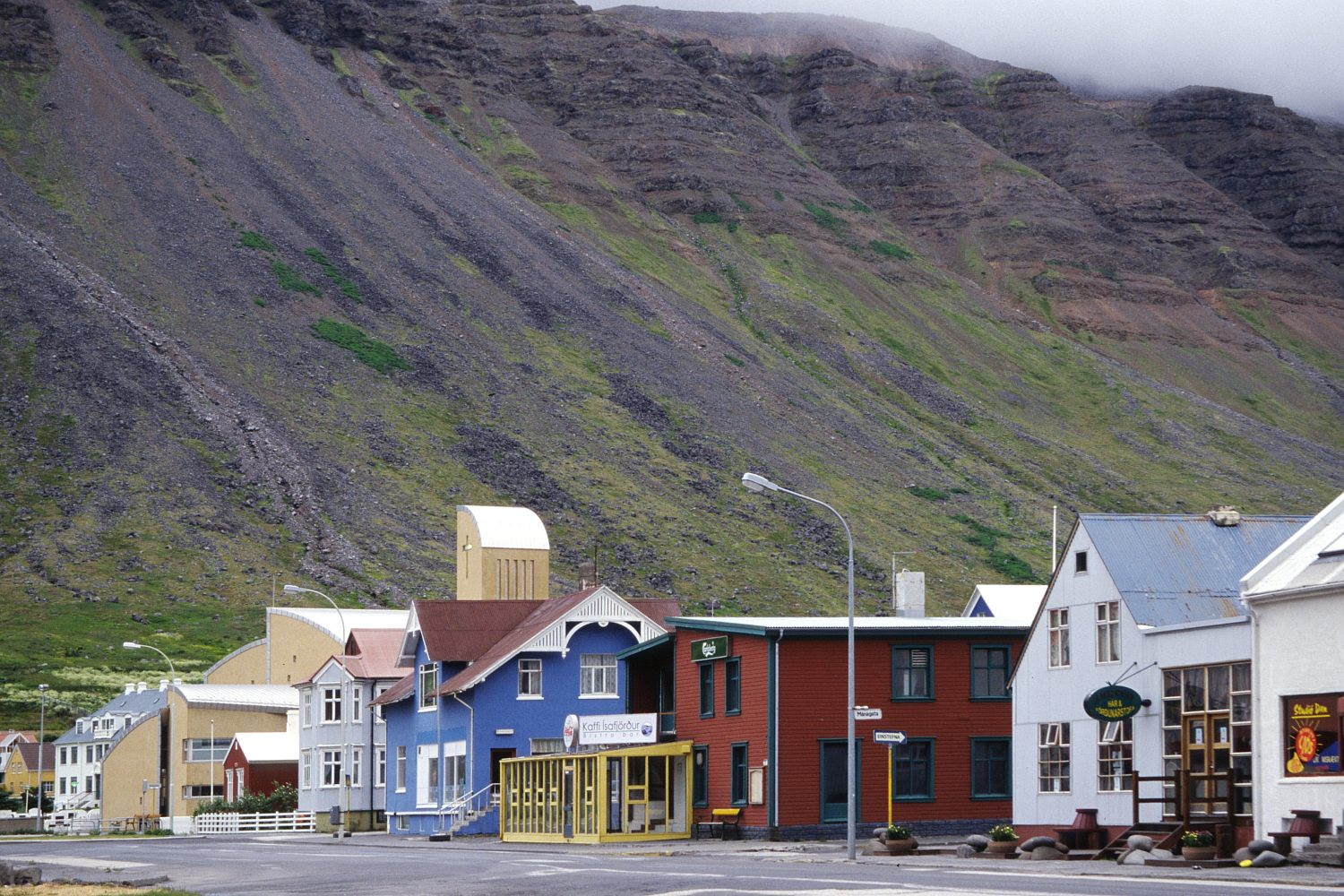
Jedna z ulic v Ísafjörðuru

Městem vede silnice, která spojuje osady Suðavík (22 km od města na východ) a Bolungarvík (14 km od města na severozápad). 3,5 km od města začíná 9 km dlouhý tunel Breiðadals-og Botnsheiðagöng postavený roku 1996, který spojuje vesnice Flateyri, Suðureyri a ostatní části na jihu regionu s městem. Ísafjörður má také své letiště, ze kterého se nejčastěji létá do Reykjavíku a Keflavíku. Leží v nadmořské výšce 2 m. (IATA: IFJ, ICAO: BIIS)

## Ekonomika
Velký význam pro město je rybolov. Město je jedno z největších rybářských oblastí na Islandu. Obrovský pokles rybaření v 80. letech 20. století vedl obyvatelstvo k tomu, aby si našli práci jinde a tím se počet obyvatel zmenšoval a ještě zmenšuje. Důvodů bylo mnoho. Přístav také slouží trajektům, které plují do nedalekých osad, stejně tak slouží turistům k prohlížení okolní krajiny.

## Kultura
Přes svou malou rozlohu a malým počtem obyvatel má Ísafjörður dost městskou atmosféru. Ísafjörður má hudební školu i nemocnici. Dřívější stará budova nemocnice nyní slouží jako kulturní centrum s knihovnou. Nedávno se město mělo stát známé i mimo Island jako centrum pro alternativní hudbu. Každoroční festival Aldrei fór ég suður ("já nikdy nešel na jih") byl založen okolními, ale i zahraničními hudebníky. Univerzitním centrem regionu je Háskólasetur Vestfjarða. Do univerzity chodí studenti z celého regionu. Byla založena v březnu 2005.

## Architektura
Ve městě jsou jedny z nejstarších domů na Islandu postaveny v 18. století. V jedné z nich je Mořské Muzeum. V centru města je kostel Ísafjarðarkirkja ("Kostel na ledovém fjordu"). Její konstrukce je betonová. Jejím architektem byl Hróbjartur Hróbjartsson.

## Osobnosti
- Ólafur Ragnar Grímsson (* 1943), prezident Islandu

## Partnerská města
- Tønsberg, Norsko
- Runavík, Faerské ostrovy
- Nanortalik, Grónsko